# Stone (Staffordshire)
Stone es una parroquia civil y un pueblo del distrito de Stafford, en el condado de Staffordshire (Inglaterra).

## Geografía
Según la Oficina Nacional de Estadística británica, Stone tiene una superficie de 8,89 km².

## Demografía
Según el censo de 2001, Stone tenía 14 555 habitantes (48,79% varones, 51,21% mujeres) y una densidad de población de 1637,23 hab/km². El 19,48% eran menores de 16 años, el 72,31% tenían entre 16 y 74, y el 8,21% eran mayores de 74. La media de edad era de 39,98 años. Del total de habitantes con 16 o más años, el 24,03% estaban solteros, el 58,92% casados, y el 17,05% divorciados o viudos.
Según su grupo étnico, el 98,68% de los habitantes eran blancos, el 0,54% mestizos, el 0,47% asiáticos, el 0,15% negros, el 0,07% chinos, y el 0,08% de cualquier otro. La mayor parte (97,09%) eran originarios del Reino Unido. El resto de países europeos englobaban al 1,2% de la población, mientras que el 1,7% había nacido en cualquier otro lugar. El cristianismo era profesado por el 81,53%, el budismo por el 0,08%, el hinduismo por el 0,05%, el judaísmo por el 0,04%, el islam por el 0,32%, el sijismo por el 0,06%, y cualquier otra religión por el 0,23%. El 11,56% no eran religiosos y el 6,14% no marcaron ninguna opción en el censo.
Había 6204 hogares con residentes, 191 vacíos, y 8 eran alojamientos vacacionales o segundas residencias.